# Denigomodu
Denigomodu è un distretto di Nauru. Fa parte della circoscrizione elettorale d'Ubenide assieme ai distretti di Baiti, Nibok e Uaboe.
Si trova sulla costa occidentale dell'isola, e, oltre ad essere bagnato dall'Oceano Pacifico, confina con i distretti di Nibok, Buada e Aiwo. Ha una superficie di 1,18 km² e una popolazione di circa 2 850 abitanti.
Sul territorio si trovano il centro ospedaliero e il centro di pianificazione della Nauru Phosphate Corporation, un cimitero, una scuola, un centro commerciale, lo stadio, l'ospedale pubblico e la stazione meteorologica.